# Rheum rhizostachyum
Rheum rhizostachyum är en slideväxtart som beskrevs av Alexander Gustav von Schrenk. Rheum rhizostachyum ingår i släktet rabarbersläktet, och familjen slideväxter. Inga underarter finns listade i Catalogue of Life.